# SRG SSR

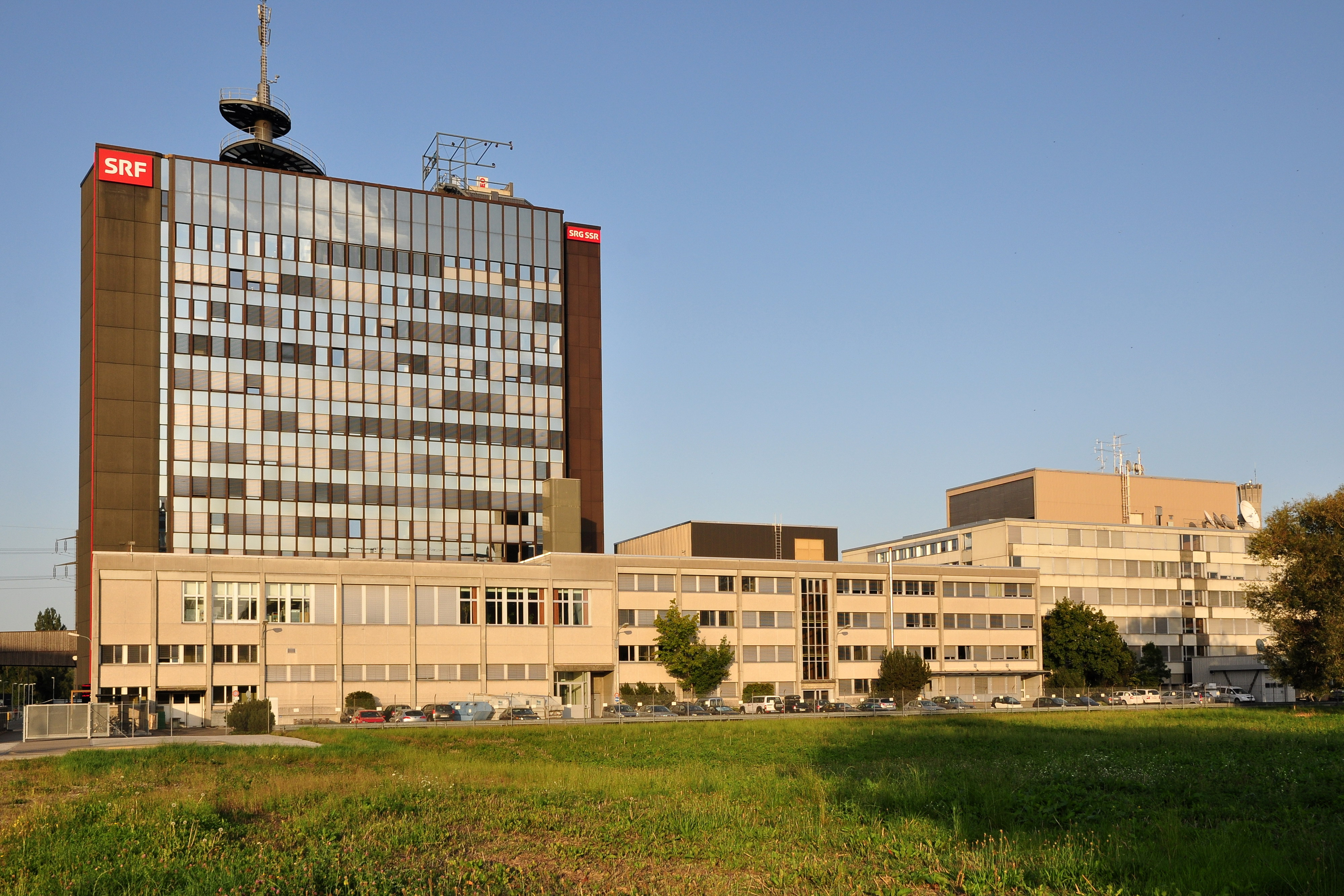
Цюрихский телецентр SRG SSR

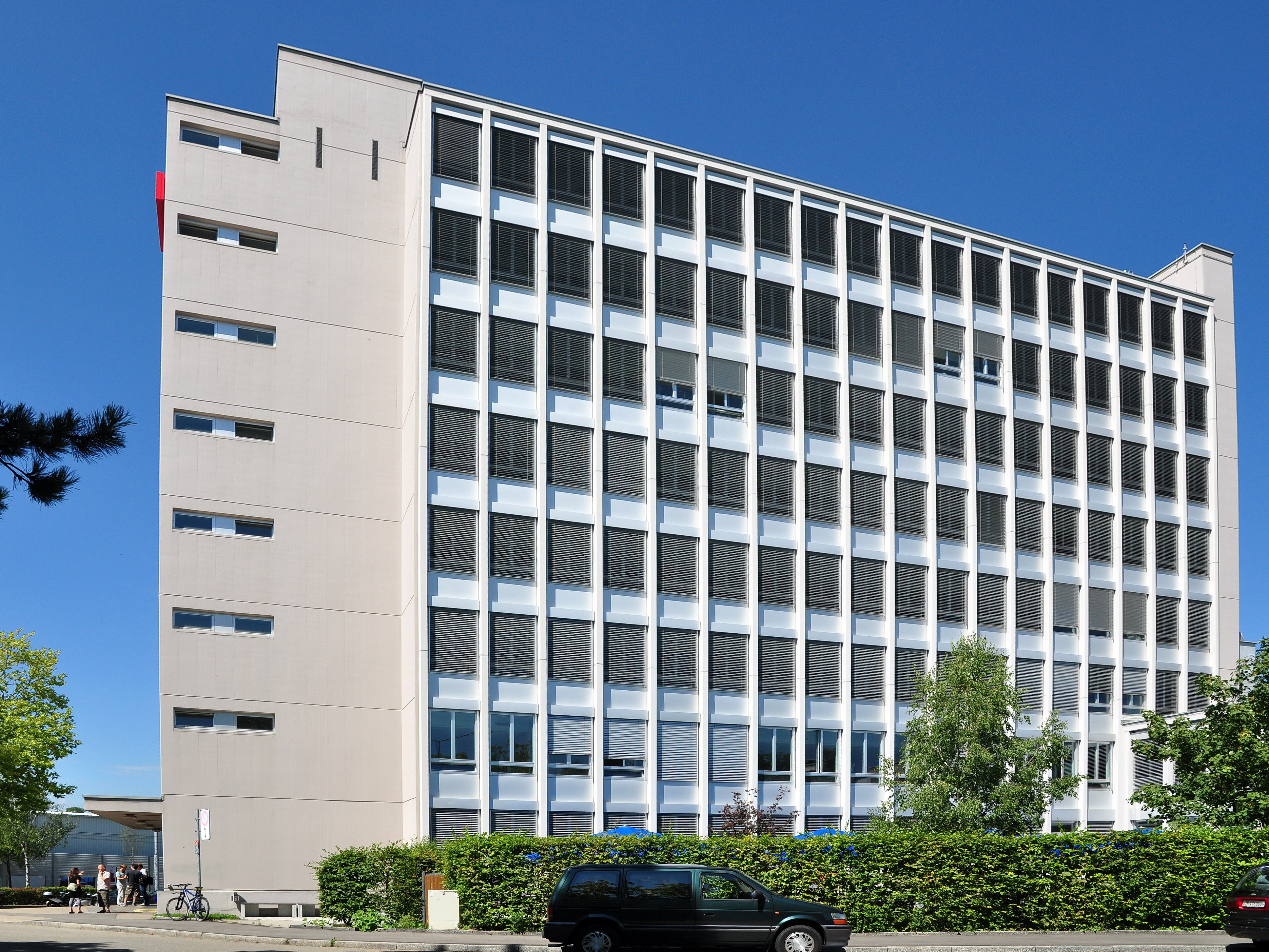
Цюрихский радиодом SRG SSR

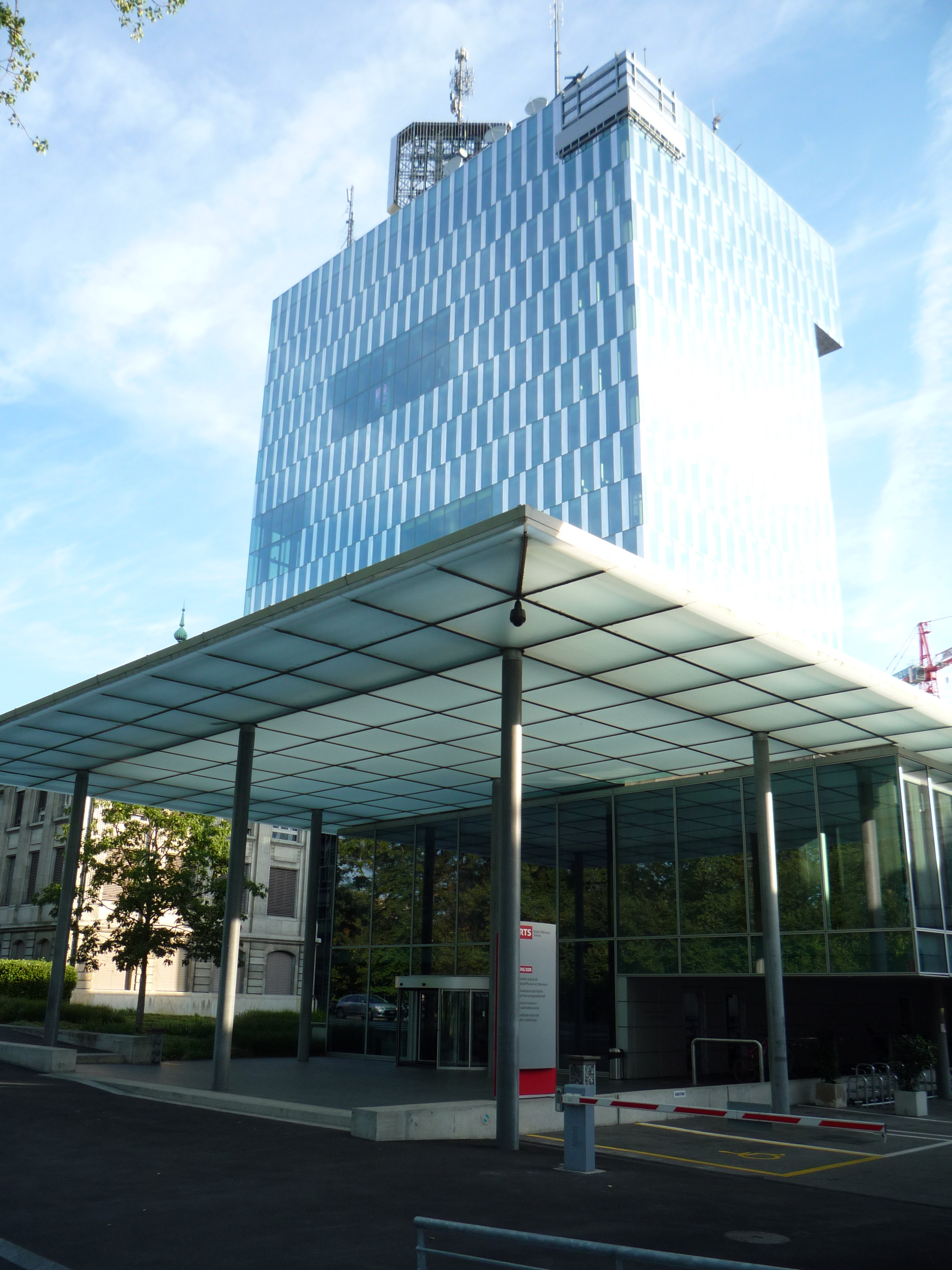
Женевский телецентр SRG SSR

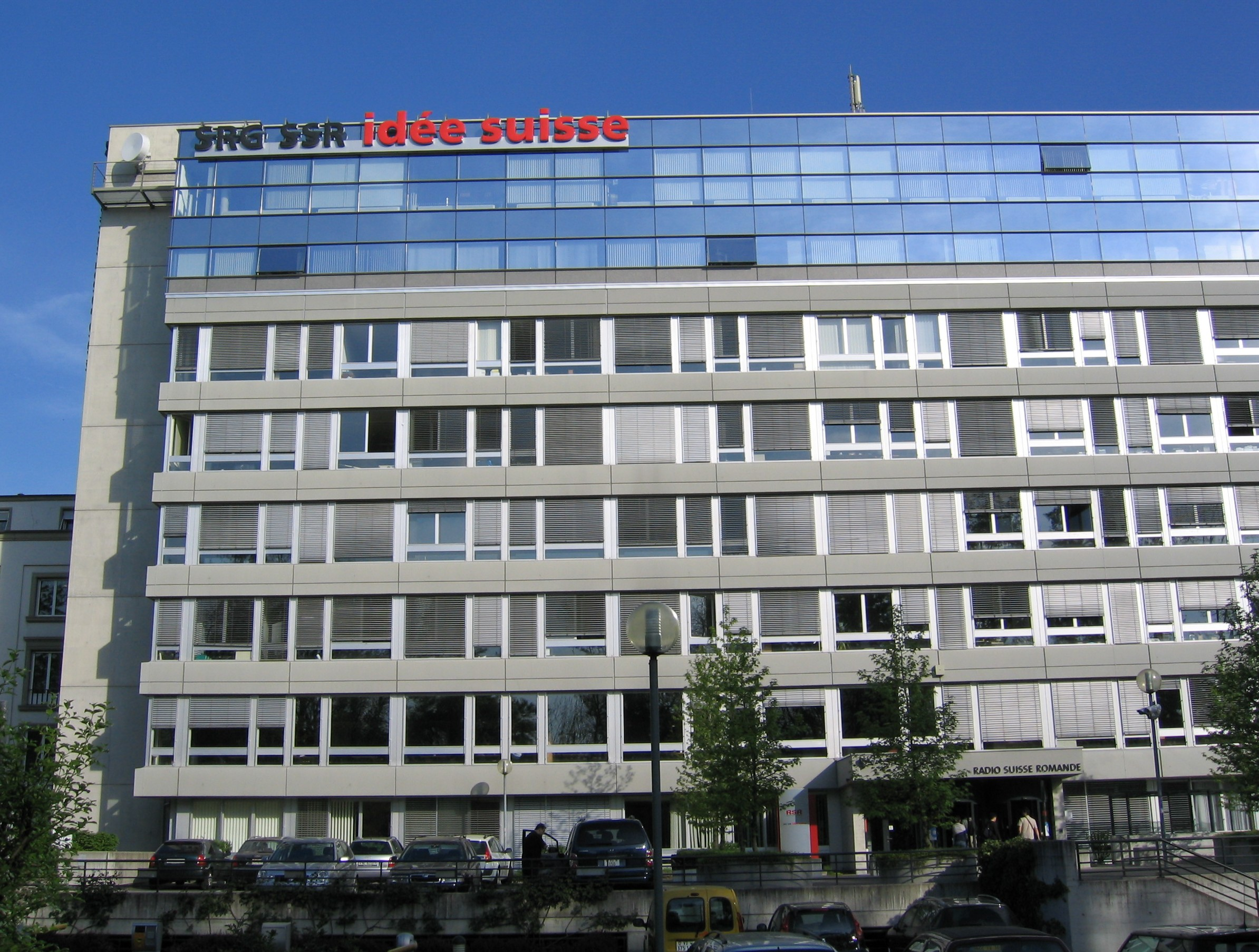
Лозанский радиодом SRG SSR

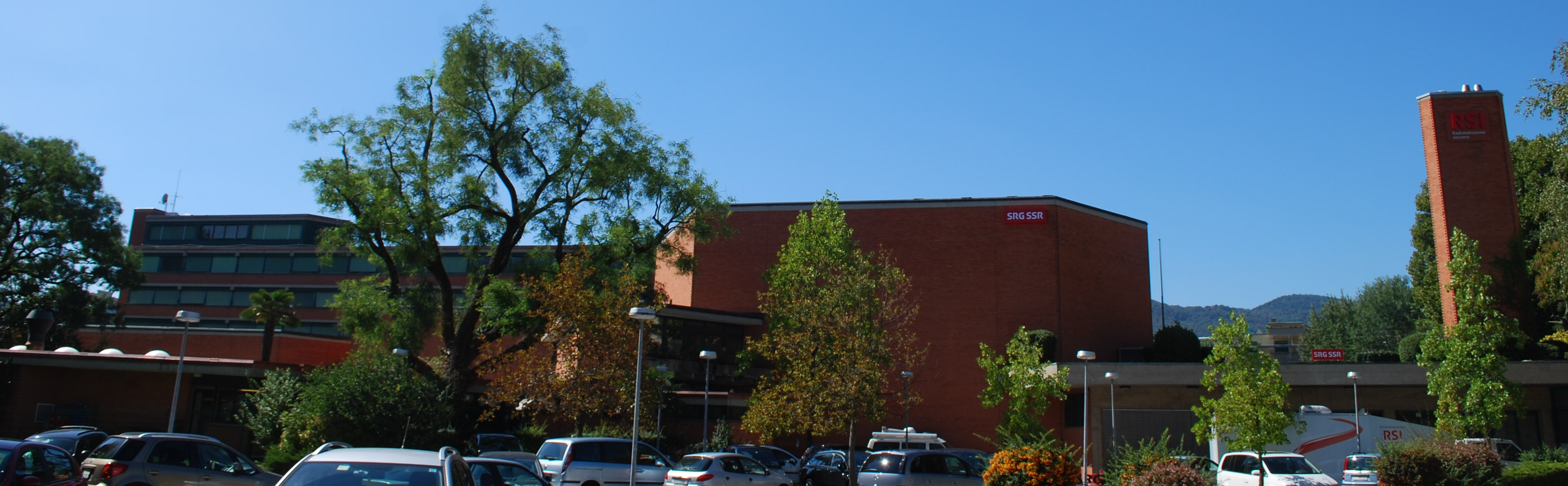
Радиодом SRG SSR в Лугано

Швейцарское общество радиовещания и телевидения (нем. Schweizerische Radio- und Fernsehgesellschaft, фр. Société suisse de radiodiffusion, итал. Società svizzera di radiotelevisione и романш. Societad svizra da radio e televisiun, SRG SSR) — ассоциация.

## История

### Предыстория (1922—1931)
Швейцария стала третьей европейской страной, в которой было организовано общественное радиовещание. Оно началось в 1922 году радиостанцией Лозанны, которая изначально финансировалась путём продажи лицензий на приём радиопрограмм (в 1923 году было продано 980 таких лицензий). В следующие годы радиостанции, работающие по такому же принципу появились по всей Швейцарии. 26 февраля 1923 года возникла Романдская радиокорпорация Лозанны (Société Romande de Radiodiffusion Lausanne). 23 августа 1924 года возник «Радиокооператив Цюриха» (Radiogenossenschaft Zürich), 19 ноября 1925 года — «Радиокооператив Берна» (Radiogenossenschaft Bern), 10 марта 1925 года — «Общество радиопередач Женевы» (Société des Emissions de Radio-Genève), в марте 1926 года они объединились в «Швейцарский радиосоюз» (Union Radiophonique Suisse). 19 июня 1926 года был создан «Радиокооператив Базеля» (Radiogenossenschaft Basel), 12 апреля 1930 года — «Восточно-Швейцарский радиокооператив Санкт-Галлена» (Ostschweizerische Radiogesellschaft St. Gallen), 7 июля 1929 года — «Автономное учреждение радиовещания Итальянской Швейцарии» (Ente Autonomo per la Radiodiffusione nella Svizzera Italiana).

### Создание SRG (1931—1953)
В 1930 году в Швейцарии было решено, что, поскольку радио является важнейшим средством массовой информации, использовать радиостанции в коммерческих целях недопустимо, поэтому необходимо регулировать радиовещание на федеральном уровне. В 1931 году было основано «Швейцарское общество радиовещания» (Schweizerische Rundspruchgesellschaft, SRG), которое получило единственную лицензию на вещание от Федерального совета и право организовывать региональное радиовещание. В составе SRG были созданы три производственные единицы: «Швейцарское радио немецкой и ретороманской Швейцарии» (Schweizer Radio Deutsche und Rätoromanische Schweiz, SR DRS), «Романдское швейцарское радио» (Radio suisse romande, RSR) и «Италоязычное швейцарское радио» (Radio svizzera di lingua italiana, RSI). Также было решено, что все сводки новостей для SRG будет поставлять Швейцарское телеграфное агентство (Schweizerische Depeschenagentur, основано в 1894 году), этот принцип сохранялся до 1971 года. В 1931 году на средних волнах и через проводное радиовещание начали работу радиостанции Radio Sottens на французском языке и Radio Beromünster на немецком, а в 1933 году — Radio Monte Ceneri на итальянском. В 1938 году, после признания романшского языка четвёртым официальным, в немецкоязычном радио появились программы на романшском. В 1935 году начала работу международная радиостанция Swiss Radio International (SRI). В годы Второй мировой войны коротковолновые программы SRG SSR стали единственным нейтральным источником информации на немецком и итальянском языках для соседних стран. В 1950 году SRG SSR стала соосновательницей Европейского вещательного союза.

### Запуск телевидения (1953—1966)
В 1939 году начались эксперименты по телевещанию. В 1953 году SRG запустила немецкоязычный телеканал, который вещал из Цюриха. Часовые телепрограммы выходили ежедневно по будням вечером, сразу было продано 920 телевизионных лицензий. В 1954 году из Женевы начал вещать телеканал на французском языке TSR. В 1958 году TSI на третьем канале запустила одноимённый италоязычный телеканал (до этого для италоязычных жителей Швейцарии все телепередачи снабжались субтитрами). В 1964 году Федеральный Совет разрешил показ рекламы на телевидении.

### Переход к стереовещанию и цветному телевидению (1966—1983)
В 1966 году были запущены вторые радиоканалы на французском, немецком и итальянском языках. В том же году в Куре было создано подразделение по трансляции программ на романшском языке (для вещания выделили несколько часов на немецкоязычном канале). В 1968 году началось цветное телевещание, а число продаваемых телевизионных лицензий превысило отметку в миллион. В 1978 году радиостанции начали стереовещание. В 1981 году через телеканалы SRG стал транслироваться телетекст.

### Конец монополии (1983—1999)
В 1983 году Федеральный совет разрешил работу частных и коммерческих радиокомпаний, что в SRG-SSR расценили как угрозу своим позициям и запустили третий пакет радиоканалов для молодёжной аудитории. В 1989 году через радиостанции SRG SSR была запущена RDS. В 1992 году Романшское радио стало полностью независимым от немецкоязычного, а с 1994 года самостоятельным стало и Романшское телевидение. В том же году SRG запустила радиостанции Schweiz 4 и Option musique, через два года — Radio SRF Musikwelle. В 1995 году был запущен сайт радиостанции Couleur 3. 25 июня 1996 года на ультракоротких волнах в Женеве SRG запустила радиостанцию World Radio Geneva, часть эфирного времени ретранслировавшая программы BBC World Service. В 1997 году ассоциацией был зарегистрирован сайт RSR. В 1998 году было прекращено вещание проводных версий радиоканалов SRG, тогда же SRG через спутник запустила радиостанции Radio Swiss Classic, Radio Swiss Jazz и Radio Swiss Pop.

### Переход к цифровому телевидению и радиовещанию (1999—2008)
3 мая 1999 года начал вещать спутниковый немецкоязычный телеканал SRF info. В том же году SRG зарегистрировала сайт Swissinfo, в 2000 году — сайт TSR. 30 октября 2004 года прекратила работу коротковолновая радиостанция Swiss Radio International 26 декабря 2006 года SRG запустила спутниковый франкоязычный телеканал RTS Info. В том же году была создана страница радиостанции Couleur 3 в крупнейшей на тот момент социальной сети Myspace. 3 декабря 2007 года SRG запустила телеканал HD suisse. 5 ноября 2007 года World Radio Geneva была переименована в World Radio Switzerland.

### Сворачивание аналоговое вещания и запуск HD-телевидения (с 2008)
27 мая 2008 прекратили вещание аналоговые дубли всех телеканалов SRG, в том же году Radio SRF Musikwelle, 30 июня того же года — RSI Rete Uno, 5 декабря 2010 года — Option Musique прекратили вещание на средних волнах, первая и третья сохранили вещание через цифровое радио, частота RSI Rete Uno на средних волнах 2 февраля 2011 года перешла французской и европейской службе «Голоса России». В 2008—2012 годах в рамках SRG была произведена реорганизация: SR DRS и SF DRS были объединены в Швейцарское радио и телевидение (Schweizer Radio und Fernsehen, SRF), RSR и TSR были объединены в Швейцарское радио и телевидение (Radio Télévision Suisse, RTS), RSI и TSI были объединены в Италоязычное швейцарское радио и телевидение (Radiotelevisione svizzera di lingua italiana, RSI), RR и TvR в Ромашское радио и телевидение (Radiotelevisiun Svizra Rumantscha, RTR). В том же году запущено мобильное приложение RTS. 31 января 2012 года ассоциация вместо HD Swiss стала вещать каналы SRF 1 HD, SRF Zwei HD, RTS Un HD, RTS Deux HD, RSI La 1 HD, RSI La 2 HD. В 2013 году World Radio Switzerland было приватизировано. В 2013 году были запущены версии радиостанций SRG в стандарте DAB+. В том же году был запущен интерактивный сервис RTS+. На референдуме 14 июня 2015 года было принято решение об обложении телерадиовещательным налогом компьютеров и моноблоков, имеющих выход в интернет (смартфонов и пр.).
В 2018 году в Швейцарии был проведён референдум об отмене платы за телевизионную лицензию, однако большинство (71,6 %) высказались за её сохранение. 3 июня 2019 года SRG SSR прекратила вещание всех своих цифровых эфирных телеканалов из-за слишком низкой зрительской аудитории, с тех пор её телеканалы доступны только через кабельные сети, спутниковое телевидение и потоковое вещание.

## Телеканалы и радиостанции
- SRF[англ.]: немецкоязычный филиал[9]
  - Радиостанции
    - Radio SRF 1 — общая тематика
    - Radio SRF 2 Kultur — культура
    - Radio SRF 3 — музыкальная
    - Radio SRF 4 News — информационная
    - Radio SRF Virus — молодёжная
    - Radio SRF Musikwelle — народная музыка

  - Телеканалы
    - SRF 1 — информационно-развлекательный
    - SRF zwei — развлекательный
    - SRF info — информационный
    - 3sat (совместно с BR, SWR, SR, WDR, NDR, Radio Bremen, hr, rbb, mdr, ORF) — международный

  - Мультимедиа
    - Сайт srf.ch (новости, программа передач, streaming, video on demand, audio on demand)
    - страница на youtube SRF (анонсы программ)
    - страница на youtube Radio SRF 3
    - страница SRF в facebook (анонсы)
    - страницы радиостанций Radio SRF 1 и Radio SRF 3 в facebook, страница телеканала SRF1, страницы SRF News, SRF Sport и SRF Culture
    - страница SRF в twitter (анонсы)

  - Телетекст SRF (новости, спорт, программа передач, программа передач, курсы валют, информация о пробках)
- RTS: франкоязычный филиал
  - Радиостанции
    - La Première — общая тематика
    - Espace 2 — культура
    - Couleur 3 — музыкальная
    - Option Musique — народная музыка

  - Телеканалы
    - RTS Un — информационно-развлекательный
    - RTS Deux — развлекательный
    - RTS Info — информационный

  - Мультимедиа
    - Сайт rts.ch (новости, программа передач, streaming, video on demand, audio on demand)
    - страница на youtube
    - страница на youtube Couleur 3
    - страница RTS в facebook
    - страницы всех радиостанций в facebook, страница RTS Un|RTS Deux в facebook, страницы RTS Info и RTS Sport в facebook
    - страница в twitter

  - Телетекст RTS (новости, спорт, программа передач, программа передач, курсы валют, информация о пробках)
- RSI: италоязычный филиал
  - Радиостанции
    - RSI Rete Uno — общая тематика
    - RSI Rete Due — культура
    - RSI Rete Tre — музыкальная

  - Телеканалы
    - RSI La 1 — информационно-развлекательный
    - RSI La 2 — развлекательный

  - Мультимедиа
    - Сайт rsi.ch (новости, программа передач, streaming, video on demand, audio on demand)
    - corsi-rsi.ch (организационные новости и сведения)
    - страница на youtube
    - страница на youtube RSI Rete Tre
    - страница RSI в facebook
    - страницы всех радиостанций в facebook, страницы RSI News и RSI Sport на facebook
    - страница в twitter

  - Телетекст RSI (новости, спорт, программа передач, программа передач, курсы валют, информация о пробках)
- RTR: романшскоязычный филиал
  - Радиостанции
    - Radio Rumantsch — часть эфирного времени ретранслирует Radio SRF 1

  - Телеканалы
    - TvR — набор программ на телеканале SRF 1

  - Мультимедиа
    - Сайт rtr.ch (новости, программа передач, streaming, video on demand, audio on demand)
    - Страница RTR на youtube
    - Страница RTR в facebook
    - Страница RTR в twitter
- Swissinfo
  - Мультимедиа
    - Сайт swissinfo.ch на:
      - (Западная Европа)

    - 7 страниц youtube (новостные репортажи) на:
      - SWI swissinfo.ch — عربي (на арабском)
      - SWI swissinfo.ch — English
      - SWI swissinfo.ch — 日本語 (на японском)
      - SWI swissinfo.ch — Português
      - SWI swissinfo.ch — Pусский
      - SWI swissinfo.ch — Español
      - SWI swissinfo.ch 瑞士资讯中文网 (на китайском)

    - 10 страниц SWI в facebook на 10 языках
    - 10 страниц SWI в twitter на 10 языках
    - Страница SWI на русском языке во «В контакте»
- Swiss Satellite Radio (совместное производство всеми производственными единицами)
  - Radio Swiss Classic
  - Radio Swiss Jazz
  - Radio Swiss Pop

Телеканалы доступны через DVB-T, DVB-C, DVB-S, IPTV и Интернет, ранее через PAL (SRF 1, SRF 2, RTS Un, RTS Due, RSI La 1, RSI La 2). Радиостанции доступны через FM (Radio SRF 1, La Première, RSI Rete Uno (на всей территории страны), Radio SRF 2 Kultur, Radio SRF 3, Espace 2, Couleur 3, RSI Rete Due и RSI Rete Tre (в своих регионах)), DAB (все), DVB-T, DVB-С, DVB-S, IPTV и Интернет (все), ранее — на AM (SRF Musikwelle (ещё более ранее — Radio SRF 1), RTS Option Musique (ещё более ранее — La Première), RSI Rete Uno и SRI) и Telefonrundspruch (Radio SRF 1, La Première и RSI Rete Uno).

## swissinfo.ch
swissinfo.ch — Международная информационная служба ассоциации.
Портал swissinfo.ch выполняет задачи, поставленные перед ним федеральными властями Швейцарии в области информирования иностранной аудитории о том, что происходит в Швейцарии. Международная информационная служба SRG SSR обращается к иностранной аудитории, а также к швейцарским гражданам, постоянно проживающим за рубежами страны.
Начиная с 2013 года портал swissinfo.ch вещает и на русском языке — наряду с остальными девятью языками, такими, как английский, немецкий, французский, итальянский, испанский, португальский, китайский, арабский и японский.
Русскоязычный сайт http://www.swissinfo.ch/rus .

## Управление
Руководство ассоциацией осуществляет:
- Собрание уполномоченных (Delegiertenversammlung, Assemblée des délégués, Assemblea dei delegati, Radunanza da delegads), избирается региональными советами[10];
- Административный совет (Verwaltungsrat, Conseil d’administration, Consiglio d’amministrazione, Cussegl d’administraziun) (ранее — Центральный совет (Zentralrat, Conseil central, Consiglio centrale)), состоящий из Председателя Административного совета (Präsident Verwaltungsrat, Président du Conseil d’administration ), 8 членов Административного совета (Verwaltungsrat, Membre du Conseil d’administration) и центрального секретаря (Zentralsekretär, Secrétaire central), избирается Собранием уполномоченных;
- Руководящий комитет (Geschäftsleitung, Comité de direction, Comitato direttivo, Comité directiv) (ранее — Центральное правление (Zentralvorstand, Comité central, Comitato centrale));
- Генеральный секретариат (Generalsekretariat, Secrétariat général, Segreteria generale, Secretariat general);
- Высший контрольный орган — Контрольная комиссия (Revisionsstelle, organe de révision, Ufficio di revisione).

Существуют также несколько специализированных органов:
- Комитет по аудиту и финансам (Prüfungs- und Finanzausschuss, Comité d’audit et des finances, Comitato Audit e Finanze);
- Комитет по инвестициям (Investitionsausschuss, Comité d’investissement, Comitato Investimenti);
- Комитет по персоналу (Personalausschuss, Comité des ressources humaines, Comitato Personale);
- Комитет по прозрачности (Transparenzausschuss, Comité de transparence, Comitato Trasparenza);
- Рабочая группа региональных президентов (Arbeitsgruppe der Regionalpräsidenten, Groupe de travail des présidents régionaux, Gruppo di lavoro dei presidenti regionali);
- Рабочая группа президиумов общественных советов (Arbeitsgruppe der Präsidien Publikumsräte, Groupe de travail des présidents des conseils du public, Gruppo di lavoro dei presidenti dei Consigli del pubblico).

## Члены
Региональные компании
Швейцарское общество радиовещания и телевидения состоит из 4 региональных компаний (Regionalgesellschaft, Sociétés régionales, Società regionali, Societads regiunalas):
- «Общество радиовещания и телевидения немецкой и ретороманской Швейцарии» (Radio- und Fernsehgesellschaft der deutschen und der rätoromanischen Schweiz, SRG Deutschschweiz)
- «Общество радиовещания и телевидения Романдской Швейцарии» (Societe de radiodiffusion et de television de la Suisse romande , RTSR)
- «Кооперативное общество радио и телевидения Итальянской Швейцарии» (Società cooperativa per la radiotelevisione nella Svizzera italiana, CORSI) (Тичино)
- «Романшское общество радио и телевидения» (Cuminanza Rumantscha da Radio e Televisiun, CRR) (Граубюнден)

Каждая из региональных компаний является ассоциацией, кроме CORSI, которая является кооперативом. Высший орган региональной корпорации — региональный совет (Regionalrat, Conseil régional, Consiglio regionale, Cussegl regiunal), у SRGD и RTSR избиравшийся общими собраниями обществ-членов, у CORSI и CRR избиравшиеся общими собраниями регионального общества и органами исполнительной власти кантонов Тичино и Граубюнден, между региональными советами — региональное правление (Regionalvorstand, Comité régional, Comitato del Consiglio regionale, Suprastanza), высшее должностное лицо региональной корпорации (Regionalpräsident, Président régionale, Presidente regionale), кроме того у региональной корпорации имеются такие органы как общественный совет (Publikumsrat, Conseil du public, Consiglio del pubblico, Cussegl dal public), секретариат (Geschäftsstelle, Secrétariat général, Il Segretariato), контрольная комиссия (Ombudsstelle, Organe de médiation, Organo di mediazione, Servetsch da mediaziun). Высшие органы CORSI и CRR — собрания акционеров (Assemblea generale dei soci, Radunanza generala), уже в свою очередь избирающие региональный совет. SWI swissinfo.ch возглавляется комитетом (Ausschuss, Comité, Comitato), формируемым Советом директоров, кроме того оно имеет общественный совет и контрольную комиссию. Общественный совет формируется региональным советом и компаниями-членами, общественный совет КОРСИ — общим собранием (11 из 17 членов совета), региональным советом (2 из 17) и кооптацией (4 из 17).
Компании-члены
Две из четырёх региональных компаний состоят из компаний-членов (Mitgliedgesellschaften, Sociétés membres, Società membro) по одной на кантон. Компании-члены Общества радиовещания и телевидения немецкой и ретороманской Швейцарии:
- «Общество радиовещания и телевидения Цюриха» (Radio- und Fernsehgenossenschaft Zürich, SRG Zürich Schaffhausen)
- «Общество радиовещания и телевидения Берна, немецкого Фрайбурга и Верхнего Вале» (Radio- und Fernsehgenossenschaft Bern, Deutschfreiburg, Oberwallis, SRG Bern Freiburg Wallis)
- «Общество радиовещания и телевидения Базеля» (Radio- und Fernsehgenossenschaft Basel, SRG Region Basel)
- «Восточно-Швейцарское общество радиовещания и телевидения» (Ostschweizerische Radio- und Fernsehgesellschaft, SRG Ostschweiz) (Санкт-Галлен, Тургау, Гларус, Аппенцель-Иннерроден, Аппенцель-Ауссерроден, Граубюнден)
- «Центрально-Швейцарское общество радиовещания и телевидения» (Zentralschweizerische Radio- und Fernsehgesellschaft, SRG Zentralschweiz) (Ури, Швиц, Обвальден, Нидвальден, Люцерн, Цуг)
- «Общество радиовещания и телевидения Ааргау/Золотурна» (Radio- und Fernsehgesellschaft Aargau/Solothurn, SRG Aargau Solothurn)

Компании-члены общества радиовещания и телевидения Романдской Швейцарии" (Societe de radiodiffusion et de television de la Suisse romande , RTSR):
- «Общество радио и телевидения кантона Берн» (Société de Radio-Télévision du canton de Berne, SSR Berne)
- «Общество радиовещания и телевидения кантона Фрибур» (Société de Radiodiffusion et de Télévision du canton de Fribourg, SSR Fribourg)
- «Общество радиовещания и телевидения кантона Женева» (Société de. Radiodiffusion et Télévision du canton de Genève, SSR Genève)
- «Общество радиовещания и телевидения кантона Юра» (Société de Radiodiffusion et de Télévision du Canton de Jura, SSR Jura)
- «Общество радиовещания и телевидения кантона Нёвшатель» (Société de Radiodiffusion et de Télévision du canton de Neuchâtel, SSR Neuchâtel)
- «Общество радиовещания и телевидения кантона Вале» (Société de Radiodiffusion et de Télévision du Canton de Valais, SSR Valais)
- «Общество радиовещания и телевидения кантона Во» (Société de Radiodiffusion et de Télévision de Canton de Vaud, SSR Vaud)

Каждая из компаний-членов является кооперативом. Высший орган корпорации-члена — общее собрание (Generalversammlung, L’Assemble générale) (исключение — SRG Zentralschweiz высшим органом которой является собрание уполномоченных, избираемое секционными собраниями), между собраниями акционеров — правление (Vorstand, Le Comité), кроме того у корпораций-членов могут быть такие органы как руководящий комитет (Leitender Ausschuss, аналог президиума), секретариат (Geschäftsstelle), программная комиссия (Programmkommission), контрольная комиссия (Kontrollstelle), общественная комиссия (Kommission für Öffentlichkeitsarbeit).
Секции
Центрально-Швейцарское общество радиовещания и телевидения (Zentralschweizerische Radio- und Fernsehgesellschaft, SRG Zentralschweiz) состоит из секций, каждая из которых является ассоциаций:
- Секция «СРГ Ури» (SRG Uri)
- Секция «СРГ Швиц» (SRG Schwyz)
- Секция «СРГ Обвальден» (SRG Obwalden)
- Секция «СРГ Нидвальден» (SRG Nidwalden)
- Секция «СРГ Люцерн» (SRG Luzern)
- Секция «СРГ Цуг» (SRG Zug)

Каждая из секций является ассоциацией или кооперативом. Высший орган секции — секционное собрание (Sektionsversammlung), между секционными собраниями — секционное правление (Sektionsvorstand).

## Подразделения
Управлению подчинена Генеральная дирекция (Generaldirektion, Direction générale, Direzione generale, Direcziun generala) во главе с генеральным директором (Generaldirektor, Directeur général, Direttore generale, Directur general), осуществляющая непосредственное управление производственным процессом, ей подчинены производственные единицы (Unternehmenseinheiten, Unités d’entreprise, Unità aziendali), каждая из которых имеет дирекцию (Direktion, Direction, Direzione, Direcziun), во главе с директором (Direktor, Directeur, Direttore , Directur), при каждой из дирекций есть специализированные отделы (Abteilung, Dipartimento).
- SRF
  - Отдел программ
  - Отдел развлекательных программ
  - Отдел культуры
  - Отдел спорта
  - Главная редакция телевидения
  - Главная редакция радио
  - Отдел коммуникации
  - Отдел финансов[15]
  - Районные студии в:
    - Ааргау и Золотурне
    - Берне и Фрайбурге
    - Вале
    - Граубюндене
    - Северо-Западной Швейцарии
    - Юре
    - Центральной Швейцарии
    - Восточной Швейцарии
    - Тичино
    - Западной Швейцарии
    - Цюрихе и Шаффхаузене

  - Заграничные корпункты в:
    - США (Вашингтоне и Нью-Йорке)
    - Германии
    - Великобритании
    - Франции
    - Италии
    - Брюсселе
    - Австрии
    - России (5 марта 2022 года приостановила свою работу[16])
    - Турции
    - Израиле, Египте, Ближнем Востоке
    - Китае
    - Японии
    - Южной Африке
    - Юго-восточной Азии
    - Южной Америке[17]
- RTS;
- RSI;
- RTR.

## Финансирование
Финансируется в основном за счёт продажи лицензий, которые обязаны приобретать все домохозяйства Швейцарии (по состоянию на 2021 год — 335 шв. франков в год); пансионаты, общежития, дома престарелых и подобные заведения платят двойную цену (670 шв. франков), лицензии должны также приобретать компании с оборотом более 500 тыс. шв. франков. Сбор платы осуществляет Serafe AG, являющееся дочерним обществом частной компании (до 2019 года акционерное общество Billag, являвшееся дочерним обществом телекоммуникационной компании Swisscom).
На лицензии приходится 78 % финансирования, ещё 15 % даёт реклама, 7 % — другие источники доходов.

## Активы
Ассоциации принадлежат:
- Technology and Production Center Switzerland AG — компания, осуществляющая подготовку телепередач
- SwissTXT AG
- Telvetia SA
- Mxlab AG
- MCDT AG
- часть капитала Admeira AG — организация по продаже рекламного времени, в 2018 году SRG SSR продало свои акции двум другим участникам. До 2016 года существовала организация по продаже рекламного времени «Публисуиссе» (publisuisse), 99,8 % капитала которой принадлежало SRG SSR
- часть капитала Viasuisse AG
- часть капитала Schweizerische Mediendatenbank AG
- часть капитала Telepool GmbH
- часть капитала Schweizerische Depeschenagentur AG
- часть капитала Radio Events GmbH
- часть капитала Romandie Médias S.A.
- часть капитала анонимного общества «Евроньюс»
- часть капитала анонимного общества «ТВ5 Монд»
- цюрихский радиотелецентр;
- женевский радиотелецентр;
- радиотелецентр в Лугано;
- бернский радиодом.

## Членство
Ассоциация является:
- с 1950 года членом Европейского союза радиовещания
- членом CRI
- с 1950-х гг. до 2016 года членом ассоциации «Государственное франкоязычное радио»
- в 1964—2016 гг. членом ассоциации «Сообщество франкоязычного телевидения» (Communauté des télévisions francophones).
- с 2016 года членом ассоциации «Государственные франкоязычные медиа»
- членом CIRTEF.

## Программы
Программы SRF 1
См. ст. SRF 1
Программы La Premiere
- La matinale — утренняя программа
- Le 12h30 — информационная программа в 12.30-13.00
- Forum — информационная программа в 18.00-19.00
- Le Journal de 20h30 — информационная программа в 22.30-00.00

Программы Couleure
- Reveil a 3 — утренняя программа

Программы RSI
- TG RSI — информационная программа RSI La 1

Радиопрограммы
- Известия ежечасно
- Der Morgen — утренняя программа SRF Radio 1 в 05.00-09.00
- Tagesgespräch и Echo der Zeit — информационная программа SRF Radio 1 в 13.00-13.30, 18.00-18.45
- Nach Mitternacht — ночная программа SRF Radio 1 в 00.00-05.00
- Echo der Zeit — информационная программа SRF Radio 2 в 19.00-19.30

## Цифровое вещание SRG SSR

### Цифровое телевидение
Эфирное:
- Мультиплекс MUX I (доступен в Тичино и Граубюндене), включает RSI La 1, RSI La 2, SRF 1, SSR Un, RSI Rete Uno, RSI Rete Due, RSI Rete Tre, Radio SRF 1 и La Première
- Мультиплекс MUX F (доступен в Женеве, Во, Фрибуре, Вале и Юре), включает RTS Un, RTS Deux, RTS Info, RSI La 1, SRF 1, La Première, Espace 2, Couleur 3, Option Musique, Radio SRF 1 и RSI Rete Uno
- Мультиплекс MUX D (доступен в немецкоязычных кантонах), включает SRF 1, SRF 2, SRF info, RTS Un, RSI La 1, Radio SRF 1, Radio SRF 2 Kultur, Radio SRF 3, Radio SRF 4 News, Radio SRF Virus, Radio SRF Musikwelle, La Première и RSI Rete Uno

Спутниковое:
- Транспондер 10971 (спутник — Hot Bird 13B) — SRF 1, SRF 2, SRF info, RTS Un, RTS Deux, RSI La 1, RSI La 2, Radio SRF 1, Radio SRF 2 Kultur, Radio SRF 3, Radio SRF 4 News, Radio SRF Virus, Radio SRF Musikwelle, La Première, Espace 2, Couleur 3, Option Musique, RSI Rete Uno, RSI Rete Due, RSI Rete Tre, Radio Swiss Classic, Radio Swiss Pop, Radio Swiss Jazz[19]
- Транспондер 11526 (спутник — Hot Bird 13C) — SRF 1 HD, SRF 2 HD, SRF info HD, RTS Un HD, RTS Deux HD, RSI La 1 HD, RSI La 2 HD, Radio SRF 1, Radio SRF 2 Kultur, Radio SRF 3, Radio SRF 4 News, Radio SRF Virus, Radio SRF Musikwelle, La Première, Espace 2, Couleur 3, Option Musique, RSI Rete Uno, RSI Rete Due, RSI Rete Tre, Radio Swiss Classic, Radio Swiss Pop, Radio Swiss Jazz[20]

### Цифровое радио
- Мультиплекс 12A (доступен в Женеве, Во, Фрибуре, Вале и Юре), включает La Première, Espace 2, Couleur 3, Option Musique, Radio SRF 1, Radio SRF Musikwelle, RSI Rete Uno, Radio Swiss Classic, Radio Swisazz и Radio Swiss Pop
- Мультиплекс 12C (доступен в немецкоязычных кантонах) включает Radio SRF 1, Radio SRF 2 Kultur, Radio SRF 3, Radio SRF 4 News, Radio SRF Virus, Radio SRF Musikwelle, La Première, RSI Rete Uno, Radio Swiss Classic, Radio Swiss Jazz и Radio Swiss Pop
- Мультиплекс 12B (доступен в Тичино и Граубюндене), включает RSI Rete Uno, RSI Rete Due, RSI Rete Tre, Radio SRF 1, Radio SRF Musikwelle, La Première, Option Musique, Radio Swiss Classic, Radio Swiss Jazz и Radio Swiss Pop

### Организационные сайты и страницы
- Сайт SRG SSR английском, немецком, французском, итальянском, ретороманском языках и навигационный сайт SRG SSR Metro на английском Архивная копия от 15 августа 2016 на Wayback Machine, немецком Архивная копия от 26 октября 2016 на Wayback Machine, французском Архивная копия от 20 октября 2016 на Wayback Machine, итальянском Архивная копия от 7 октября 2016 на Wayback Machine и ретороманском языках Архивная копия от 21 октября 2016 на Wayback Machine
- Страница на youtube SRG SSR Service public
- Сайты региональных корпораций SRG SSR: SRG Deutschschweiz, RTSR, CORSI и CRR,
- Страницы региональных корпораций в facebook: SRG Deutschschweiz, RTSR и CORSI

### Сайты производственных единиц
- Сайт SRF
- Сайт RTS
- Сайт RSI
- Сайт RTR
- Сайт SWI

### Нормативно-правовая база
- Федеральный закон о радио и телевидении (SRG SSR посвящена «Глава 2»)
- Устав SRG на немецком, французском и итальянском
- Организационный регламент SRG на немецком, французском и итальянском
- Уставы SRG Deutschschweiz, RTSR Архивная копия от 17 августа 2016 на Wayback Machine и CORSI Архивная копия от 17 июня 2016 на Wayback Machine
- Уставы корпораций-членов Берна, Фрибура, Женевы, Нёвшателя, Вале, Во, Ааргау-Золтурна, Центральной Швейцарии, Цюрих-Шаффхаузена

### Прочее
- Органиграммы SRF, RTS RSI и RTR
- История SRG на немецком, французском и итальянском языках